# Обманутый жених (опера)
«Обманутый жених, или Соперничество трех женщин из-за одного возлюбленного», KV 430/420а, (итал.  «Lo sposo deluso, ossia La rivalità di tre donne per un solo amante») — комическая опера (итал. opera buffa) в двух актах В. А.Моцарта на либретто неизвестного итальянского поэта. Опера не была закончена и никогда не исполнялась; существует лишь короткий (двадцатиминутный) фрагмент I акта.

## История создания
Летом 1783 г. Моцарт получает от некоего итальянского поэта (предположительно, это был аббат Лоренцо да Понте) либретто, представлявшее переработку либретто поставленной в 1780 г. в Риме оперы Доменико Чимарозы «Двое соперников». Моцарт соглашается сочинить оперу для итальянской труппы в Вене. Причины, по которым композитор прекратил сочинение этой оперы, в точности не известны, но существует предположение, что работе помешали трудности адаптации либретто для венской сцены, а также начало работы над оперой «Женитьба Фигаро».

## Сюжет
Действие происходит на вилле на берегу моря недалеко от Ливорно.
Благородная римлянка Эуджения влюблена в Дона Асдрубале. Но, поверив в то, что её возлюбленный погиб на войне, согласилась стать женой богатого Бокконио Паппарелли. Неожиданно Дон Асдрубале возвращается в Ливорно. Метильда и Беттина, соперницы Эуджении, пытаются очернить её в глазах возлюбленного. Но все разрешается счастливо: Паппарелли должен отказаться от невесты, и Эуджения становится женой Дона Асдрубале, Беттина же выходит замуж за Пулькерио, а Метильда — за Джервазио.

## Действующие лица
| Бокконио Паппарелли, глупец-богач, жених Эуджении                                   | бас     |
| Эуджения, юная дворянка из Рима, невеста Паппарелли, но влюблённая в Дона Асдрубале | сопрано |
| Дон Асдрубале, тосканский офицер                                                    | тенор   |
| Беттина, юная племянница Паппарелли, также влюблённая в Дона Асдрубале              | сопрано |
| Пулькерио, друг Паппарелли, женоненавистник                                         | тенор   |
| Джервазио, опекун Эуджении, влюблённый в Метильду                                   | бас     |
| Метильда, певица и танцовщица, подруга Беттины, также влюблённая в Дона Асдрубале   | сопрано |

## Существующие фрагменты оперы
- Увертюра
- Квартет Ah, ah che ridere! (Пулькерио, Паппарелли, Беттина, Дон Асдрубале)
- Ария Nacqui all’aria trionfale (Эуджения)
- Ария Dove mai trovar quel ciglio? (Пулькерио)
- Терцет Che accidenti! (Паппарелли, Дон Асдрубале, Эуджения)

## Попытки реконструкции
- В 1867 г. Виктор Уайлдер представил в Париже спектакль «Парижские фантазии», где были собраны номера из опер «Обманутый жених» и «Каирский гусь», а также сочинённые Моцартом вставные номера для оперы Франческо Бьянки «Похищенная крестьянка» (KV 479 и 480)[2].
- В 1951 г. Ханс Эрисманн, объединив номера из опер «Обманутый жених» и «Каирский гусь» с двенадцатью вставными ариями и ансамблями Моцарта, поставил в Цюрихе оперу «Возвращение Дона Педро» с текстами Оскара Вельтерлина и Вернера Галессера.[3]
- В 2005 г. композитор Ханс Юккерт и либреттист Анна Бергамо соединили две незаконченные оперы Моцарта («Обманутый жених» и «Каирский гусь») и дополнили недостающий материал, используя эскизы Моцарта, составив, таким образом, две одноактные оперы, впервые исполненные в Москве в 2006 г.[4]

## Дискография
- 1975 — Лондонский симфонический оркестр, дир. Колин Дэйвис — Роберт Тир, Клиффорд Грант, Илеана Котрубас, Энтони Рольф Джонсон, Фелисити Палмер
- 1995 — Оркестр Камерной оперы Антверпена, дир. Ханс Ротман — Херман Бекерт, Иоан Мику, Леони Шён, Бергхардт Лоонен, Гретье Антони
- 2006 — Оркестр Зальцбургская Камерата, дир. Михаэль Хофштеттер — Мариса Мартинс, Малин Хартелиус, Джозеф Вагнер, Мильенко Турк, Джереми Овенден